# Clásica de Almería 2024
La Clásica de Almería 2024, trentanovesima edizione della corsa e valevole come quarta prova dell'UCI ProSeries 2024 categoria 1.Pro, si svolse l'11 febbraio 2024 su un percorso di 192,3 km, con partenza da Puebla de Vícar e arrivo a Roquetas de Mar, in Spagna. La vittoria fu appannaggio dell'olandese Olav Kooij, il quale completò il percorso in 4h11'29", alla media di 45,88 km/h, precedendo gli italiani Matteo Moschetti e Matteo Trentin.
Sul traguardo di Roquetas de Mar 131 ciclisti, dei 137 partiti da Puebla de Vícar, portarono a termine la competizione.

## Squadre e corridori partecipanti
| N.    | Cod. | Squadra                 |
| ----- | ---- | ----------------------- |
| 1-7   | Q36  | Q36.5 Pro Cycling Team  |
| 11-17 | LTD  | Lotto Dstny             |
| 21-27 | BOH  | Bora-Hansgrohe          |
| 31-37 | UXM  | Uno-X Mobility          |
| 41-46 | COF  | Cofidis                 |
| 51-57 | TVL  | Team Visma-Lease a Bike |
| 61-67 | TEN  | TotalEnergies           |
| 71-77 | GFC  | Groupama-FDJ            |
| 81-87 | UAD  | UAE Team Emirates       |
| 91-97 | MOV  | Movistar Team           |

| N.      | Cod. | Squadra                      |
| ------- | ---- | ---------------------------- |
| 101-107 | EUS  | Euskaltel-Euskadi            |
| 111-117 | IWA  | Intermarché-Wanty            |
| 121-127 | ARK  | Arkéa-B&B Hotels             |
| 131-137 | EKP  | Equipo Kern Pharma           |
| 141-147 | BBH  | Burgos-BH                    |
| 151-157 | PTK  | Team Polti Kometa            |
| 161-167 | TUD  | Tudor Pro Cycling Team       |
| 171-177 | CJR  | Caja Rural-Seguros RGA       |
| 181-187 | TFB  | Team Flanders-Baloise        |
| 191-197 | IBA  | Illes Balears Arabay Cycling |

## Ordine d'arrivo (Top 10)
| Pos. | Corridore        | Squadra       | Tempo    |
| ---- | ---------------- | ------------- | -------- |
| 1    | Olav Kooij       | Visma         | 4h11'29" |
| 2    | Matteo Moschetti | Q36.5         | s.t.     |
| 3    | Matteo Trentin   | Tudor         | s.t.     |
| 4    | Arnaud De Lie    | Lotto         | s.t.     |
| 5    | Gerben Thijssen  | Intermarché   | s.t.     |
| 6    | Milan Fretin     | Cofidis       | s.t.     |
| 7    | Jason Tesson     | TotalEnergies | s.t.     |
| 8    | Jordi Meeus      | Bora          | s.t.     |
| 9    | Lewis Askey      | Groupama      | s.t.     |
| 10   | Wout Van Aert    | Visma         | s.t.     |